# Claudi Mas i Jornet
Claudi Mas i Jornet (Vilafranca del Penedès, 1874 — Sitges, Garraf, 1915) va ser un poeta i assagista català.
Es llicencià en dret i compaginà la seva activitat professional amb la dedicació a la història i al periodisme. Va ser un dels fundadors del Centre Català Vilafranquí i membre destacat del Centre Catalanista de Vilafranca. Participà activament en l’àmbit periodístic, creant alguns diaris locals de curta durada i escrivint en capçaleres com  Les Quatre Barres, Penedès Nou, Catalunya Artística, Baluard de Sitges i Joventut, entre d'altres. L’any 1908, es traslladà a Sitges per raons professionals. En el camp de la recerca històrica, publicà treballs significatius dedicats al Penedès, com Monuments vilafranquins (1896) i Notes sobre el moviment intel·lectual i artístic de Vilafranca del Penedès durant el segle xix (1902), així com altres assaigs sobre temàtiques diverses.
A principis del segle xx, el Ball de Diables de Vilafranca va tenir la seva pròpia decadència. Ja a finals de segle xix, l'entremès que representaven estava molt malmès, recitat mig en català mig en castellà a vegades era inintel·ligible i difícil d'entendre. Claudi Mas i Jornet va escriure l'any 1895 un nou entremès, però els mateixos diables el van rebutjar, ja que estaven acostumats a l'antic entremès.
La seva obra poètica es caracteritza per un fort contingut social i un ús freqüent de la sàtira. Tot i que s'inscriu en les tendències regeneracionistes i vitalistes pròpies del modernisme, alguns dels seus últims poemes deixen entreveure una certa influència noucentista.
Entre les seves publicacions més rellevants es troben els llibres Gargots (1893), Dos mons (biologia social) (1896), Sàtires morals (1896) i un recull titulat Poesies, inclòs dins la col·lecció “Lectura Popular”, sense que se’n conegui la data exacta de publicació.